# Момоду Сонко
Момоду Ламін Сонко (швед. Momodou Lamin Sonko, нар. 31 січня 2005, Гетеборг, Швеція) — шведський футболіст гамбійського походження, нападник бельгійського клубу «Гент».

## Ігрова кар'єра

### Клубна
Момоду Сонко народився у місті Гетеборг. Займатися футболом почав у місцевому клубі «Вестра Фрелунда», який виступає у третьому по силі дивізіоні шведського чемпіонату. У віці 12-ти років Сонко був на перегляді в англійському «Ліверпулі».
У 2020 році він перейшов до футбольної школи іншого клубу з Гетеборга - «Геккен», що виступає у Аллсвенскан. У травні 2022 року футболіст підписав з клубом перший професійний контракт на три роки. Першу гру на професійному рівні Сонко провів 30 серпня 2022 року у матчі на Кубок країни. В чемпіонаті нападник дебютував 2 жовтня 2022 року. За результатами того сезону у складі «Геккена» Сонко став чемпіоном Швеції. В наступному сезоні разом з клубом футболіст виграв Кубок Швеції.
У січні 2024 року Сонко перейшов до бельгійського «Гента», з яким підписав контракт до 2028 року.

### Збірна
У 2021 році Момоду Сонко почав міжнародну кар'єру, граючи за юнацькі та молодіжну збірну Швеції.

## Титули
Геккен
 Чемпіон Швеції: 2022
 Переможець Кубка Швеції: 2022/23
Особисті досягнення
- Молодий гравець року Аллсвенскан: 2023[10]